# Тон, Андрей Андреевич
Андре́й Андре́евич Тон (19 [30] января 1800, Санкт-Петербург — 1858, Харьков) — русский архитектор немецкого происхождения, первый харьковский городской архитектор, академик Императорской Академии художеств (с 1842); младший брат Константина и Александра Тонов.

## Биография
Андрей Андреевич Тон родился в 1800 году в Петербурге в семье придворного ювелира Андреаса Тона В 1809 году поступил в Петришуле. С 1809 стал посещать Академию художеств, которую окончил в 1821 году. Масон, член ложи «Орел российский» в Санкт-Петербурге.
В 1825 году принял российское подданство. В 1842 году получил звание академика архитектуры. В Харькове работал с 1829 года, сначала — адъюнкт университета, с 1837 года — профессор. С 1837 по 1845 год — первый харьковский городской архитектор, затем — член городской строительной комиссии, участвовал в разработке генерального плана Харькова (1847). В 1852 году вышел в отставку.
Мастер классицизма и церковных построек. А. А. Тон после смерти Е. А. Васильева завершал строительство колокольни Успенского собора. По проектам А. А. Тона построен Драматический театр на Сумской улице, 9 (перестроен), дома по Кооперативной улице, 24 и 26, по Московскому проспекту, 36 и 44, улице Полтавский шлях, 15, Благовещенской улице, 26. Под его руководством строили здания Духовной семинарии на Семинарской улице, 46, Института благородных девиц на Сумской (не сохранилось), Манеж Университета на Лопанской набережной (не сохранился) и др. В 1845 году в Полтаве по проекту А. А. Тона сооружен каменный футляр памятника истории — Спасской церкви.

## Реализованные проекты
В Харькове:
- Дом Павловых на ул. Екатеринославской (ныне — Полтавский Шлях,13, 1832).
- Духовная семинария на ул. Семинарской, 46 (1836—1851).
- Tеатр, ул. Сумская, 9 (1841)
- Церковь Усекновения главы Иоанна Предтечи (русско-византийский стиль, совместно с А. И. Подьяковым) на ул. Епархиальной (ныне — ул. Алчевских, 50);
- Троицкая церковь на Подоле (пер. Троицкий, 3, 1857—1859);
- Флигель Сабуровской дачи на ул. Академика Павлова, 46 (в соавторстве с С. Чернышевым и А. Денисенко);
- Манеж университета на Лопанской набережной;
- Заезжие дома купца Мясоедова на ул. Рыбной, 24—26 (1840-е);
- Дом на ул. Екатеринославской, 15;
- Дом на ул. Московской (Московский проспект, 44, 1838). Перестроен в 1911 году архитектором М. И. Дашкевичем.
- Дом на ул. Николаевской, 16;
- Жилой дом на ул. Кооперативной, 22
- Особняк Е. Васильева на углу ул. Гоголя, 2 и Провиантского пер. (ныне — пер. Марьяненко, 1818, перестроен архитектором Е. А. Васильевым в1840).
- Харьковской губернии Ахтирского уезда слободы Котельва каменная Преображенская церковь (1835—1836, не сохранилась).
- Колокольня Успенского собора (Университетская улица, 11).
- Реконструкция двухэтажного жилого дома по Сенной улице, 1845 (ныне — Кооперативная ул, 6—9)
- Жилой дом полицмейстера, 1849. По заключению УкрНИИпроектреставрации разобран в конце 2006 года.

В Санкт-Петербурге:
- Жилой дом (Малая Морская ул.,10 / Гороховая ул.,10), перестроен по проекту А. А. Тона в 1839—1840 годах. Трёхэтажный, стиль: эклектика, историзм.

В Воронеже:
- Здание для мужской гимназии, 1855—1859 (ныне — проспект Революции, 19). Стиль: эклектика, историзм. С 1959 года в здании расположен Воронежский технологический институт (ныне Воронежский государственный университет инженерных технологий).